# داود ميرباقري
داود ميرباقري (1958) في شاهرود) هو مخرج وكاتب سيناريو إيراني، بدأ عمله من المسرح عام 1980 وكانت انطلاقته من مسرح المدينة وبالتزامن مع المسرح دخل ساحة التلفزيون.

## أعماله

### التلفزيونية
- مسلسل المختار الثقفي.
- مسلسل الهوية الضائعة.
- مسلسل الإمام علي(ع). [2]
- مسلسل الذئاب.

### السينمائية
- مسافر الري.
- الساحرة.
- الرجل الثلجي.
- الرجل المطري.

## روابط خارجية
- داود ميرباقري على موقع IMDb (الإنجليزية)
- داود ميرباقري على موقع قاعدة بيانات الفيلم (الإنجليزية)